# Rudolf Sprüngli

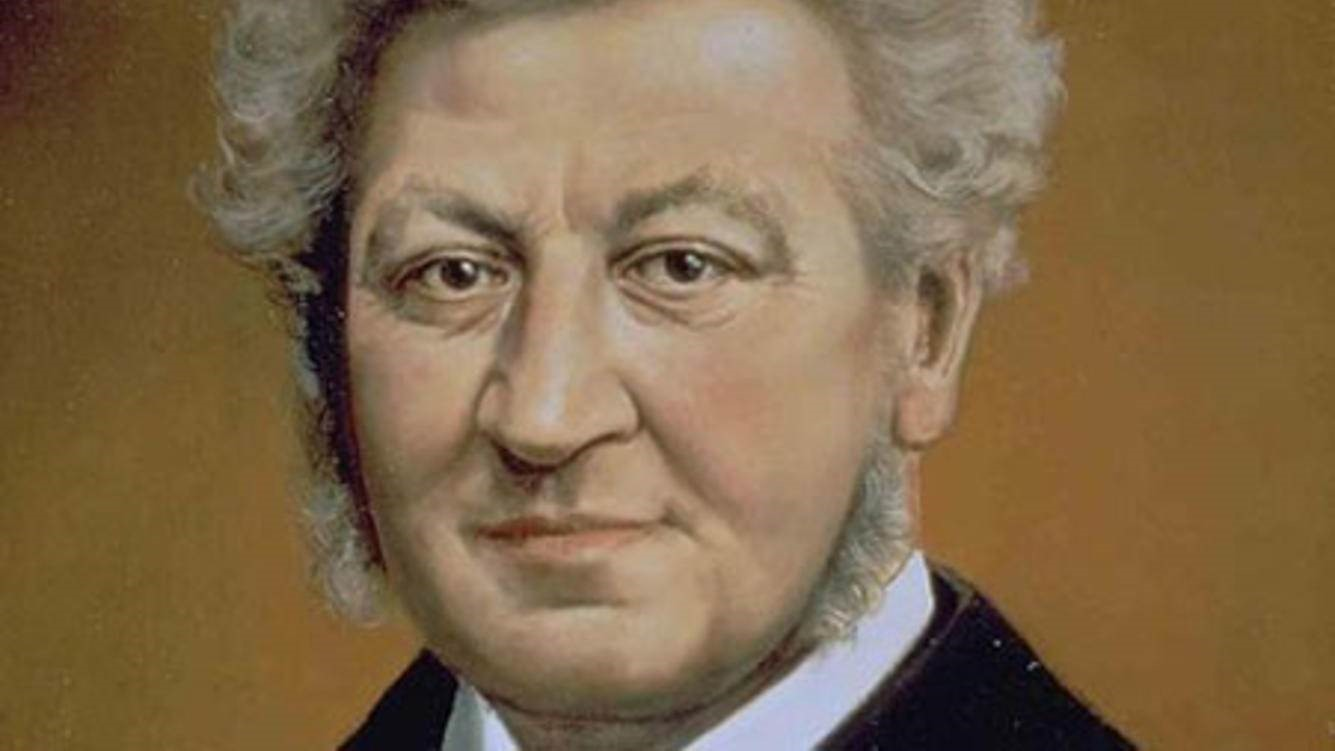
Rudolf Sprüngli

Rudolf Sprüngli (* 13. Juni 1816 in Zürich; † 27. März 1897 ebenda) war ein Schweizer Konditor und Chocolatier. Sein Sohn Rudolf Sprüngli-Schifferli (1847–1926) war einer der Gründer von Lindt & Sprüngli.

## Leben
In der Konditorei seines Vaters David Sprüngli im Haus «Zum goldenen Ring» an der Zürcher Marktgasse begann Rudolf Sprüngli im Jahr 1845 unter der Firma «David Sprüngli & Sohn» Schokolade herzustellen. Er wusste von den Erfolgen François-Louis Caillers und Philippe Suchards und versprach sich von dem neuen Produkt einen guten Absatzmarkt in der Zürcher Gesellschaft. Der Erfolg stellte sich umgehend ein und Rudolf Sprüngli kaufte 1847 im Schleifetobel in Horgen ein Haus und richtete seine erste Schokoladenmanufaktur ein und produzierte fortan in Zürich und Horgen. Zweimal wöchentlich ging er zu Fuss von Zürich nach Horgen, um in der Horgener Fabrik nach dem Rechten zu sehen.
Nach dem Tod seines Vaters 1862 kaufte er in Zürich die ehemalige Werdmühle am heutigen Werdmühleplatz und das Haus «Tiefenhof» am heutigen Paradeplatz (damals Neumarkt), wo bis heute die Confiserie Sprüngli ihr Café und ihren Laden hat. Aus der Werdmühle wurde 1870 die Schokoladenfabrik David Sprüngli & Sohn, die nach 1900 abgetragen wurde.

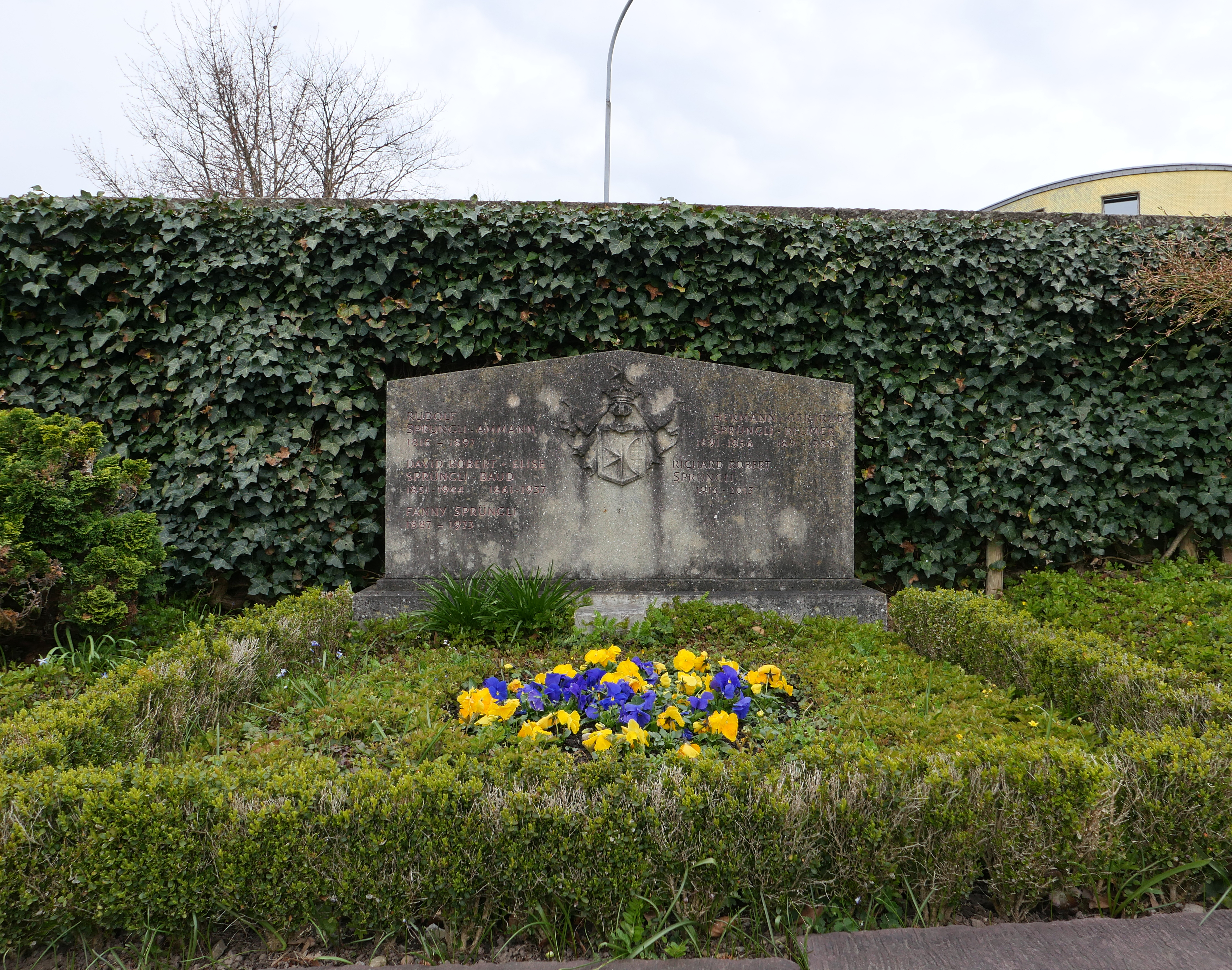
Das Familiengrab in Kilchberg ZH.

Sprüngli zog sich 1892 aus dem Berufsleben zurück und übergab die Firma seinen beiden Söhnen. David Robert Sprüngli erbte die Confiserie Sprüngli, die er erfolgreich weiterführte, Rudolf Sprüngli-Schifferli erhielt die Schokoladenmanufaktur in Zürich. Sprüngli-Schifferli begann 1898 mit dem Bau der Fabrik in Kilchberg und gründete die Sprüngli AG. 1899 wurde die Produktion nach Kilchberg verlegt und die Schokoladefabrik Lindt in Bern gekauft und zum heute noch bestehenden Schokoladeimperium Lindt & Sprüngli ausgebaut.
Rudolf Sprüngli hat auf dem Friedhof von Kilchberg seine letzte Ruhestätte gefunden. In dem Familiengrab sind auch David Robert Sprüngli (1851–1944) und dessen Frau Elise, geb. Baud (1861–1937), Fanny Sprüngli (1887–1973), Hermann Sprüngli (1891–1956) und seine Frau Gertrud, geb. Blumer (1891–1980), und Richard Robert Sprüngli (1916–2013) begraben.